# シャキブ・アル・ハサン
シャキブ・アル・ハサン（Shakib Al Hasan、ベンガル語：সাকিব আল হাসান、1987年3月24日 - ）は、バングラデシュのクルナ管区のマグラ県出身のクリケット選手。バングラデシュ代表。
バングラデシュを代表するオールラウンダーの選手である。2019年のESPNの調査によると、世界で最も有名なアスリートで90位にランクインした。